# KV11
Grobowiec KV 11 w Dolinie Królów należący do Ramzesa III był wielokrotnie odwiedzany już od czasów starożytnych. Tematyka scen zdobiących jego ściany jest odmienna niż w innych grobowcach z Doliny Królów. Nazywany jest "grobem harfiarzy" ze względu na przedstawienia opublikowane i opisane w książce Jamesa Bruce`a, jednego z pierwszych badaczy tego monumentu. Malowidła w grobowcu zostały uszkodzone przez kilka powodzi, spowodowanych przez ulewne deszcze jakie w 1769 roku nawiedziły Teby. Dalej położone części zostały wtedy zamknięte dla zwiedzających. 
Opisany został po raz pierwszy przez angielskiego podróżnika Richarda Pococke w pierwszej połowie XVIII wieku, jednak pierwszy dokładny opis sporządził James Bruce w 1768. Wstępne naukowe opracowania wykonali najpierw francuscy uczeni, którzy przybyli tu wraz z Napoleonem, następnie między innymi J. F. Champollion, R. Lepsius, a w XIX wieku G. Lefebure. W 1959 roku  Egipska Służba Starożytności powierzyła udokumentowanie grobowca egiptologowi, dr. Tadeuszowi Andrzejewskiemu, który prowadził badania z ramienia Centrum Archeologii Śródziemnomorskiej Uniwersytetu Warszawskiego, jednak wkrótce po rozpoczęciu prac Andrzejewski zmarł. Dwadzieścia lat później kontynuowanie dokumentacji przekazano dr Markowi Marciniakowi. Tym razem została ona niemalże ukończona, publikację uniemożliwił jednak wybuch stanu wojennego w Polsce. Od 2017 roku na terenie grobowca pracuje ekspedycja niemiecko z ramienia Uniwersytetu Humboldta oraz uniwersytetów egipskich w Luxorze and Qena. Poza dokumentacją prowadzone są także prace konserwatorskie.